# گروئون
گروئون (به یونانی: Γηρυων) در اسطوره‌های یونان فرزند کریسائور و کالیرهو، جنگجویی غول پیکر و وحشتناک دارای سه سر با بدن سه شاخه و شش دست که یکی از نوادگان مدوسا بود. او ساکن جزیره اریتیئا در نزدیکی باغ هسپریدس در غربی‌ترین نقطه دریای مدیترانه بود. در این جزیره گروئون دارای گله گاوی باشکوه به رنگ قرمز بود که توسط یک چوپان و ارثروس سگی دو سر (که برادر سربروس بود) محافظت می‌شد.
دهمین شاهکار هراکلس کشتن او و دزدیدن گله گاوش بود.

## دهمین شاهکار هراکلس
هراکلس به درخواست ائوروستئوس به عنوان دهمین خان و دزدیدن گلهٔ گاو گروئون به جزیره اریتیئا سفر کرد. هنگام سفر هراکلس از شدت گرما تیری به سمت هلیوس ایزد خورشید پرتاب نمود که او نیز به خاطر شجاعت هراکلس با دادن فنجانی زرین او را تحسین کرد. به محض رسیدن به جزیره اریتیئا هراکلس با ارثروس سگ دوسر گله مواجه شد که با گرز خود آن را از پا درآورد. سپس نوبت به چوپان گله رسید که هراکلس او را نیز با ضربت گرزش کشت و سرانجام وقت نبرد با گروئون فرارسید، هراکلس او را نیز با پرتاب تیری که به زهر هایدرا آغشته بود شکست داد. اما جمع کردن این گله و بازگرداندن آن به نزد ائوروستئوس دشوارتر از شکست دادن گروئون می نمود. هنگام بازگشت اریکس، یکی از فرزندان پوزئیدون سعی در ربودن گله داشت که هراکلس مجبور شد او را بکشد. در این حین هرا نیز خرمگسی فرستاد که باعث پراکندگی گله شد و یک سال طول کشید تا هراکلس توانست آن‌ها را جمع کند. بالاخره پس از تحویل گله به شاه ائوروستئوس، او گله را برای هرا قربانی کرد.